# Jeanie MacPherson
Jeanie MacPherson (ur. 18 maja 1887 w Bostonie w stanie Massachusetts, zm. 26 sierpnia 1946) – amerykańska scenarzystka i aktorka. Należała do grona założycieli Amerykańskiej Akademii Sztuki i Wiedzy Filmowej.

## Filmografia
scenarzystka
- 1915: Oszustka
- 1917: Joan the Woman
- 1921: Sprawki Anatola
- 1930: Madam Satan
- 1958: Korsarz

aktorka
- 1908: Money Mad jako Klientka w banku
- 1910: The Golden Supper jako Kwiecista dziewczyna
- 1911: A Knight of the Road jako Kobieta w kuchni
- 1914: The Ghost Breaker jako Juanita
- 1915: The Captive jako Milka

## Wyróżnienia
Posiada swoją gwiazdę na Hollywoodzkiej Alei Gwiazd.